# Громов-Шмеркин, Самуил Абрамович
Громов-Шмеркин Самуил Абрамович (29 сентября 1892, Ингулец, Херсонская губерния — 13 октября 1957, Москва) — советский сотрудник органов государственной безопасности.

## Биография
Родился 29 сентября 1892 года в еврейской земледельческой колонии Ингулец Херсонского уезда Херсонской губернии в семье сапожника-кустаря. Еврей.
Окончил 3 класса сельской школы (по другим данным 4 класса гимназии). В 1906—1913 годах — разносчик мучного склада Чечельницкого в посёлке Долгинцево Херсонского уезда, табельщик на руднике Брянского акционерного общества (Кривой Рог).
С 1913 года служил в царской армии. Участник Первой мировой войны — рядовой 10-го стрелкового полка (Жмеринка), воевал на Юго-Западном фронте. В декабре 1914 года попал в австро-венгерский плен, находился в концлагерях в городах Райхенберг и Витковице (Австро-Венгрия). Освободился в 1918 году, вернулся на родину.
С июля 1918 года — командир партизанского отряда в Херсонском уезде Херсонской губернии. С февраля 1919 года — на работе в органах государственной безопасности, тогда же вступил в ВКП(б). В марте 1922 — мае 1923 года — уполномоченный ГПУ по Павлоградскому уезду Екатеринославской губернии, уполномоченный Волынского губернского отдела ГПУ (Житомир).
С сентября 1924 года — уполномоченный ГПУ УССР, начальник специального отделения ГПУ УССР. До июля 1931 года — заместитель начальника Фельдкорпуса ГПУ УССР. С 7 июля 1931 года — начальник оперативного отдела ГПУ УССР. С февраля 1932 года — сотрудник резерва ОГПУ СССР, директор управления делами Государственного банка СССР. С сентября 1932 года — оперуполномоченный оперативного отдела ОГПУ СССР.
С января 1934 года — временно исполняющий должность начальника, начальник общего отдела ПП ОГПУ по Саратовскому краю. С июля 1934 года — начальник общего отдела УНКВД по Саратовскому краю, начальник отдела пожарной охраны УНКВД по Саратовской области. В феврале 1937 — феврале 1938 года — начальник 1-го (оперативного) отдела ГУПО НКВД СССР.
15 (по другим данным 7) февраля 1938 года арестован. В 1939 году освобождён за необоснованностью обвинений, дело прекращено. С июля 1939 года — старший инспектор управления охраны ГУЛАГ НКВД СССР, с сентября 1939 года — начальник военизированной пожарной охраны управления охраны и режима ГУЛАГ НКВД-МВД СССР. В феврале 1947 года уволен из МВД по болезни, пенсионер МВД, жил в Москве.
Умер 13 октября 1957 года в Москве, похоронен на Востряковском кладбище.

## Звания
- Капитан (1936);
- Подполковник (1943).

## Награды
- Орден Красного Знамени (3.11.1944);
- Орден Ленина (12.05.1945);
- Медаль «За трудовую доблесть» (15.09.1943);
- медали.